# Garlicks
Garlicks was een warenhuisketen in Zuid-Afrika.

## Geschiedenis
John Garlick begon zijn eerste winkel op 3 mei 1875, op de hoek Bree Street en Strand Street, in het centrale zakendistrict van Kaapstad. In de jaren 1880 breidde Garlick zich uit met vestigingen in Transvaal, in Johannesburg en Pretoria, en in Kimberley in de noordelijke Kaapprovincie.
In 1892 werd de winkel in Kaapstad vervangen door een veel grotere winkel in Adderley Street op Exchange Place, tegenover het treinstation van Kaapstad. Het warenhuis had liften, overal elektrische verlichting en automatische sprinklers. Een paar jaar later bouwde Garlicks de eerste wolkenkrabber met stalen frame van Zuid-Afrika. Met zijn negen verdiepingen was het destijds het hoogste gebouw in de Kaapkolonie, en met de eerste roltrappen in wat nu Zuid-Afrika is. 
Later opende het bedrijf vestigingen in Cavendish Square, het eerste grote winkelcentrum in de voorsteden van Kaapstad, een vestiging in het Carlton Centre in Johannesburg, het hoogste gebouw van Afrika, geopend in de vroege jaren 1970, evenals vestigingen in andere grote steden van Zuid-Afrika. 
Het laatste Garlicks warenhuis sloot eind februari 1993 in Kaapstad.